# Witold Warzywoda
Witold Warzywoda (ur. 1956 w Łowiczu) – polski grafik, rysownik oraz nauczyciel akademicki.

## Życiorys
Studiował w latach 1976–1981 na Państwowej Wyższej Szkole Sztuk Plastycznych w Łodzi (obecnie Akademia Sztuk Pięknych im. Władysława Strzemińskiego w Łodzi) na Wydziale Grafiki i Malarstwa, gdzie uzyskał dyplom w zakresie grafiki warsztatowej w Pracowni Technik Litograficznych u Jerzego Grabowskiego, aneks w Pracowni Technik Drzeworytniczych u Andrzeja Bartczaka oraz w Pracowni Rysunku u Leszka Rózgi. W maju roku ukończenia studiów został zatrudniony na macierzystej uczelni w Pracowni Litografii, od 1985 na stanowisku asystenta, a od 1992 jako adiunkt. W 2000 uzyskał kwalifikacje II stopnia sztuk plastycznych w zakresie dyscypliny artystycznej grafika. Od 2004 jest natomiast kierownikiem Pracowni Technik Litograficznych na stanowisku profesora nadzwyczajnego.

## Twórczość
Zakres jego twórczości oraz zajęć dydaktycznych obejmuje przede wszystkim litografię barwną. Jak sam określa swoją twórczość, odwołuje się ona "do formuły otwartego realizmu, ulegając równocześnie tendencjom właściwym szeroko pojętemu nurtowi metaforycznemu. Stąd obecne w moich pracach elementy figuracji, poprzez użycie których nadaję im inny kontekst symboliczny i metaforyczny". Do ważniejszy cykli prac artysty można zaliczyć: Kalendarz (1980–1983), Bałucki Rynek (1982), Cmentarz Żydowski w Łodzi (1982–1986), Kamienie (1985–1986), Portrety (1987), Rozmyślanie o jesieni (1991–1994), Upadłe Anioły (1993–1998), Obiekty, Cytaty z Biblii (2003–2005).
Uczestniczył w około 200 wystawach zbiorowych oraz indywidualnych, a także konkursach graficznych w kraju i za granicą. Otrzymał wiele nagród i wyróżnień, w tym: IV nagroda fundowana przez BWA w Radomiu (1990), Nagroda Rektora PWSSP im. Wł. Strzemińskiego w Łodzi stopnia II za działalność dydaktyczną i organizacyjną (1992), Nagroda Prezydium Oddziału PAN w Łodzi i Konferencji Rektorów Wyższych Uczelni w Łodzi w dziedzinie sztuk plastycznych za całokształt osiągnięć artystycznych (1995), Nagroda regulaminowa za oryginalną realizację litograficzną na I Międzynarodowym Biennale Litografii Krajów Nadbałtyckich w Nidzicy (1996), Nagroda Rektora ASP im. W. Strzemińskiego w Łodzi za działalność pedagogiczną i organizacyjną (2002, 2011), Nagroda Rektora ASP im. W. Strzemińskiego w Łodzi za wybitne osiągnięcia artystyczne i organizacyjne (2004), Nagroda im. Henryka Grohmana przyznana przez Łódzką Specjalną Strefę Ekonomiczną S.A. w kategorii „Inwestor – Mecenas” opiekunowi i kuratorowi wystaw Galerii AMCOR za „niezłomność w kontynuowaniu działalności wystawienniczej i scalaniu środowisk łódzkich plastyków” (2012).
Jego prace znajdują się w zbiorach m.in.: Muzeum Historii Miasta Łodzi, Muzeum Archidiecezji Warszawskiej, Biblioteki Narodowej w Warszawie, Biblioteki Uniwersytetu Łódzkiego, Wojewódzkiej Bibliotece Publicznej im. Marszałka Józefa Piłsudskiego w Łodzi, Muzeum Towarzystwa Zachęty Sztuk Pięknych w Łodzi, Muzeum Książki Artystycznej, Stołecznym i Centralnym Biurze Wystaw Artystycznych w Warszawie, Biurach Wystaw Artystycznych w Łodzi, Toruniu, Radomiu, Białej Podlaskiej, Piotrkowie Trybunalskim, CUL- DES- ARTS w Couvin, Muzeum Exlibrisu w Malborku, Muzeum Miasta Ostrowa Wielkopolskiego, jak i w zbiorach prywatnych w kraju i za granicą.
Artysta posiada własne studio artystyczne (WW), którego działalność obejmuje projektowanie wydawnictw artystycznych, grafiki warsztatowej, a także prowadzenie różnych form edukacji artystycznej.